# Judenberater
Los judenberater o judenreferent (plural alemán: judenberater; judenreferenten), traducido de diversas maneras como ‘asesores de judíos’ o ‘expertos en judíos’, eran oficiales nazis de las SS que supervisaban la legislación antisemita y las deportaciones de judíos en los países bajo su responsabilidad. Arquitectos clave del Holocausto, la mayoría de ellos estaban bajo el mando directo de Adolf Eichmann.

## Función
El judenreferent no era un "consejero" en el sentido literal del término, ya que se desplegó exclusivamente en los estados aliados o derrotados para promover las medidas antijudías y sus deportaciones, y fue un participante directo en las actividades antijudías antes y durante la Segunda Guerra Mundial.
En Francia y otros países derrotados por Alemania, los judenberater estaban sujetos al mando disciplinario de la Sicherheitspolizei. En los países aliados, como Bulgaria y Rumanía, estaban subordinados al agregado policial (Polizeiattaché) o al embajador alemán. Los "asesores de judíos" de las SS recibían sus instrucciones exclusivamente del Eichmannreferat, que se mantenía al día mediante "informes de actividad regulares y sesiones informativas sobre sus acciones".
La política alemana consistió en implicar a los gobiernos aliados en la persecución de los judíos para hacerlos cómplices del Holocausto.

## Lista
- Bélgica: Victor Humpert (1941), Kurt Asche (1941-1942), Fritz Erdmann (1942-1943), Felix Weidmann (1943-1944), Werner Borchardt (1944)[6]
- Bulgaria: Theodor Dannecker (1942-1943)
- Croacia: Franz Abromeit (1942-1944)
- Francia: Carltheo Zeitschel (1940–1942), Theodor Dannecker (1940-1942), Heinz Röthke (1942), Alois Brunner (1943-1944)[7]
- Alemania: Leopold von Mildenstein (1934-1936) era uno del primero quién aguantó el título de judenreferent en Alemania Nazi, bajo la orden global de Reinhard Heydrich.[8]
- Grecia: Dieter Wisliceny (1943), Alois Brunner (1943), Anton Burger (1944)
- Hungría: Adolf Eichmann, Dieter Wisliceny, Theodor Dannecker, Franz Abromeit, Hermann Krumey, Otto Hunsche (1944-1945)
- Italia: Theodor Dannecker (1943-1944), martillo de Boßdel Friedrich (1944-1945)
- Netherlands: Wilhelm Zoepf (1941-1943)
- Rumanía: Gustav Richter (1941-1944)
- Eslovaquia: Dieter Wisliceny (1940-1944), Alois Brunner (1944-1945)
- Túnez: Carltheo Zeitschel (1942), Walter Rauff (1942-1943)

## Perpetradores
La mayoría de los autores, que más tarde llegaron a ser judenberater (asesores de los judíos), habían nacido entre 1905 y 1913, se habían unido al NSDAP antes de 1933, no encontraron una posición segura hasta que se unieron a las SS y ascendieron rápidamente a puestos de poder.
Según Claudia Steur, los "Judenberaters" pueden dividirse en dos grupos. El grupo con Dannecker, Wisliceny, Brunner, y también Bosshammer y Abromeit como confidentes cercanos de Eichmann, sirvió de modelo para los demás judenberaters. Los demás se iniciaron relativamente tarde en los planes de aniquilación de los judíos europeos. Su "afán de poder, prestigio y ascenso social" fue un motivo importante para su posterior participación en el Holocausto. Poco a poco "fueron asumiendo un papel cada vez más brutal, que luego, sin dudar de la idoneidad de las órdenes que se les daban, llevaron a cabo con diligencia y constancia hasta el final de la guerra." 